# Västra Skälsjön
Västra Skälsjön är en sjö i Skinnskattebergs kommun i Västmanland och ingår i Norrströms huvudavrinningsområde. Sjön är 19 meter djup, har en yta på 0,391 kvadratkilometer och befinner sig 232 meter över havet. Sjön avvattnas av vattendraget Skälsjöbäcken. Vid provfiske har bland annat abborre, bäckröding, elritsa och röding fångats i sjön.

## Delavrinningsområde
Västra Skälsjön ingår i det delavrinningsområde (664473-148631) som SMHI kallar för Mynnar i Hedströmmen. Medelhöjden är 210 meter över havet och ytan är 7,96 kvadratkilometer. Det finns inga avrinningsområden uppströms utan avrinningsområdet är högsta punkten. Skälsjöbäcken som avvattnar avrinningsområdet har biflödesordning 4, vilket innebär att vattnet flödar genom totalt 4 vattendrag innan det når havet efter 213 kilometer. Avrinningsområdet består mestadels av skog (83 procent). Avrinningsområdet har 1,25 kvadratkilometer vattenytor vilket ger det en sjöprocent på 1,8 procent.

## Fisk
Vid provfiske har följande fisk fångats i sjön:
- Abborre
- Bäckröding
- Elritsa
- Röding
- Öring